# Мізари
Мізари (пол. Mizary) — село в Польщі, у гміні Сточек-Луковський Луківського повіту Люблінського воєводства.
Населення — 274 особи (2011).
У 1975-1998 роках село належало до Седлецького воєводства.

## Демографія
Демографічна структура станом на 31 березня 2011 року:
|          | Загалом | Допрацездатний вік | Працездатний вік | Постпрацездатний вік |
| -------- | ------- | ------------------ | ---------------- | -------------------- |
| Чоловіки | 132     | 19                 | 87               | 26                   |
| Жінки    | 142     | 32                 | 57               | 53                   |
| Разом    | 274     | 51                 | 144              | 79                   |